# Liste der Olympiasieger im Schießen/Medaillengewinner
Diese Liste ist Teil der Liste der Olympiasieger im Schießen. Sie führt sämtliche Medaillengewinner in den Schießsport-Wettbewerben bei Olympischen Sommerspielen auf. Die Liste ist gegliedert nach Wettbewerben, die aktuell zum Wettkampfprogramm gehören und nach nicht mehr ausgetragenen Wettbewerben.

## Heutige Wettbewerbe

### Kleinkalibergewehr Dreistellungskampf 50 Meter
| Olympia | Gold               | Silber                 | Bronze                |
| ------- | ------------------ | ---------------------- | --------------------- |
| 1952    | Erling Kongshaug   | Vilho Ylönen           | Boris Andrejew        |
| 1956    | Anatoli Bogdanow   | Otakar Hořínek         | John Sundberg         |
| 1960    | Wiktor Schamburkin | Marat Nyýazow          | Klaus Zähringer       |
| 1964    | Lones Wigger       | Welitschko Welitschkow | László Hammerl        |
| 1968    | Bernd Klingner     | John Writer            | Witali Parchimowitsch |
| 1972    | John Writer        | Lanny Bassham          | Werner Lippoldt       |
| 1976    | Lanny Bassham      | Margaret Murdock       | Werner Seibold        |
| 1980    | Wiktor Wlassow     | Bernd Hartstein        | Sven Johansson        |
| 1984    | Malcolm Cooper     | Daniel Nipkow          | Alister Allan         |
| 1988    | Malcolm Cooper     | Alister Allan          | Kirill Iwanow         |
| 1992    | Hratschja Petikjan | Robert Foth            | Ryōhei Koba           |
| 1996    | Jean-Pierre Amat   | Sergei Beljajew        | Wolfram Waibel        |
| 2000    | Rajmond Debevec    | Juha Hirvi             | Harald Stenvaag       |
| 2004    | Jia Zhanbo         | Michael Anti           | Christian Planer      |
| 2008    | Qiu Jian           | Jurij Suchorukow       | Rajmond Debevec       |
| 2012    | Niccolò Campriani  | Kim Jong-hyun          | Matthew Emmons        |
| 2016    | Niccolò Campriani  | Sergei Kamenski        | Alexis Raynaud        |
| 2020    | Zhang Changhong    | Sergei Kamenski        | Milenko Sebić         |
| 2024    | Liu Yukun          | Serhij Kulisch         | Swapnil Kusale        |

Von 1968 bis 1980 stand diese Disziplin Männern und Frauen offen. So konnte Margaret Murdock 1976 eine Silbermedaille gewinnen.

### Luftgewehr 10 Meter
| Olympia | Gold                 | Silber               | Bronze               |
| ------- | -------------------- | -------------------- | -------------------- |
| 1984    | Philippe Heberlé     | Andreas Kronthaler   | Barry Dagger         |
| 1988    | Goran Maksimović     | Nicolas Berthelot    | Johann Riederer      |
| 1992    | Juri Fedkin          | Franck Badiou        | Johann Riederer      |
| 1996    | Artjom Chadschibekow | Wolfram Waibel       | Jean-Pierre Amat     |
| 2000    | Cai Yalin            | Artjom Chadschibekow | Jewgeni Aleinikow    |
| 2004    | Zhu Qinan            | Li Jie               | Jozef Gönci          |
| 2008    | Abhinav Bindra       | Zhu Qinan            | Henri Häkkinen       |
| 2012    | Alin Moldoveanu      | Niccolò Campriani    | Gagan Narang         |
| 2016    | Niccolò Campriani    | Serhij Kulisch       | Wladimir Maslennikow |
| 2020    | William Shaner       | Sheng Lihao          | Yang Haoran          |
| 2024    | Sheng Lihao          | Victor Lindgren      | Miran Maričić        |

### Luftpistole 10 Meter
| Olympia | Gold             | Silber                | Bronze           |
| ------- | ---------------- | --------------------- | ---------------- |
| 1988    | Tanju Kirjakow   | Erich Buljung         | Xu Haifeng       |
| 1992    | Wang Yifu        | Sergei Pyschjanow     | Sorin Babii      |
| 1996    | Roberto Di Donna | Wang Yifu             | Tanju Kirjakow   |
| 2000    | Franck Dumoulin  | Wang Yifu             | Ihar Bassinski   |
| 2004    | Wang Yifu        | Michail Nestrujew     | Wladimir Issakow |
| 2008    | Pang Wei         | Jin Jong-oh           | Jason Turner     |
| 2012    | Jin Jong-oh      | Luca Tesconi          | Andrija Zlatić   |
| 2016    | Hoàng Xuân Vinh  | Felipe Almeida Wu     | Pang Wei         |
| 2020    | Javad Foroughi   | Damir Mikec           | Pang Wei         |
| 2024    | Xie Yu           | Federico Nilo Maldini | Paolo Monna      |

### Schnellfeuerpistole 25 Meter
| Olympia | Gold               | Silber                 | Bronze                 |
| ------- | ------------------ | ---------------------- | ---------------------- |
| [3]1896 | Ioannis Frangoudis | Georgios Orfanidis     | Holger Nielsen         |
| 1900    | Maurice Larrouy    | Léon Moreaux           | Eugène Balme           |
| [3]1906 | Maurice Lecoq      | Léon Moreaux           | Aristidis Rangavis     |
| 1912    | Alfred Lane        | Paul Palén             | Johan Hübner von Holst |
| 1924    | Henry Bailey       | Vilhelm Carlberg       | Lennart Hannelius      |
| 1932    | Renzo Morigi       | Heinz Hax              | Domenico Matteucci     |
| 1936    | Cornelius van Oyen | Heinz Hax              | Torsten Ullman         |
| 1948    | Károly Takács      | Enrique Sáenz-Valiente | Sven Lundquist         |
| 1952    | Károly Takács      | Szilárd Kun            | Gheorghe Lichiardopol  |
| 1956    | Ștefan Petrescu    | Jewgeni Tscherkassow   | Gheorghe Lichiardopol  |
| 1960    | William McMillan   | Pentti Linnosvuo       | Alexander Sabelin      |
| 1964    | Pentti Linnosvuo   | Ion Tripșa             | Lubomír Nácovský       |
| 1968    | Józef Zapędzki     | Marcel Roșca           | Renart Suleimanow      |
| 1972    | Józef Zapędzki     | Ladislav Falta         | Wiktor Torschin        |
| 1976    | Norbert Klaar      | Jürgen Wiefel          | Roberto Ferraris       |
| 1980    | Corneliu Ion       | Jürgen Wiefel          | Gerhard Petritsch      |
| 1984    | Takeo Kamachi      | Corneliu Ion           | Rauno Bies             |
| 1988    | Afanasijs Kuzmins  | Ralf Schumann          | Zoltán Kovács          |
| 1992    | Ralf Schumann      | Afanasijs Kuzmins      | Wladimir Wochmjanin    |
| 1996    | Ralf Schumann      | Emil Milew             | Wladimir Wochmjanin    |
| 2000    | Sergei Alifirenko  | Michel Ansermet        | Iulian Raicea          |
| 2004    | Ralf Schumann      | Sergei Poljakow        | Sergei Alifirenko      |
| 2008    | Oleksandr Petriw   | Ralf Schumann          | Christian Reitz        |
| 2012    | Leuris Pupo        | Vijay Kumar            | Ding Feng              |
| 2016    | Christian Reitz    | Jean Quiquampoix       | Li Yuehong             |
| 2020    | Jean Quiquampoix   | Leuris Pupo            | Li Yuehong             |
| 2024    | Li Yuehong         | Cho Yeong-jae          | Wang Xinjie            |

Von 1968 bis 1980 stand diese Disziplin Männern und Frauen offen. Es konnte jedoch keine Frau eine Medaille gewinnen.

### Skeet
| Olympia | Gold              | Silber                 | Bronze                |
| ------- | ----------------- | ---------------------- | --------------------- |
| 1968    | Jewgeni Petrow    | Romano Garagnani       | Konrad Wirnhier       |
| 1972    | Konrad Wirnhier   | Jewgeni Petrow         | Michael Buchheim      |
| 1976    | Josef Panáček     | Eric Swinkels          | Wiesław Gawlikowski   |
| 1980    | Kjeld Rasmussen   | Lars-Göran Carlsson    | Roberto Castrillo     |
| 1984    | Matthew Dryke     | Ole Riber Rasmussen    | Luca Scribani Rossi   |
| 1988    | Axel Wegner       | Alfonso de Iruarrizaga | Jorge Guardiola       |
| 1992    | Zhang Shan        | Juan Jorge Giha        | Bruno Rossetti        |
| 1996    | Ennio Falco       | Mirosław Rzepkowski    | Andrea Benelli        |
| 2000    | Mykola Miltschew  | Petr Málek             | James Graves          |
| 2004    | Andrea Benelli    | Marko Kemppainen       | Juan Miguel Rodríguez |
| 2008    | Vincent Hancock   | Tore Brovold           | Anthony Terras        |
| 2012    | Vincent Hancock   | Anders Golding         | Nasser Al-Attiyah     |
| 2016    | Gabriele Rossetti | Marcus Svensson        | Abdullah al-Rashidi   |
| 2020    | Vincent Hancock   | Jesper Hansen          | Abdullah al-Rashidi   |
| 2024    | Vincent Hancock   | Conner Prince          | Lee Meng-yuan         |

Von 1968 bis 1992 stand diese Disziplin Männern und Frauen offen. So konnte Zhang Shan 1992 eine Goldmedaille gewinnen.

### Trap
| Olympia | Gold                | Silber                    | Bronze                               |
| ------- | ------------------- | ------------------------- | ------------------------------------ |
| 1900    | Roger de Barbarin   | René Guyot                | Justinien de Clary                   |
| [4]1906 | Gerald Merlin       | Ioannis Peridis           | Sidney Merlin                        |
| 1908    | Walter Ewing        | George Beattie            | Alexander Maunder Anastasios Metaxas |
| 1912    | James Graham        | Alfred Goeldel-Bronikowen | Harry Blaus                          |
| 1920    | Mark Arie           | Frank Troeh               | Frank Wright                         |
| 1924    | Gyula Halasy        | Konrad Huber              | Frank Hughes                         |
| 1952    | George Genereux     | Knut Holmqvist            | Hans Liljedahl                       |
| 1956    | Galliano Rossini    | Adam Smelczyński          | Alessandro Ciceri                    |
| 1960    | Ion Dumitrescu      | Galliano Rossini          | Sergei Kalinin                       |
| 1964    | Ennio Mattarelli    | Pāvels Seničevs           | Bill Morris                          |
| 1968    | John Braithwaite    | Thomas Garrigus           | Kurt Czekalla                        |
| 1972    | Angelo Scalzone     | Michel Carrega            | Silvano Basagni                      |
| 1976    | Donald Haldeman     | Armando Marques           | Ubaldesco Baldi                      |
| 1980    | Luciano Giovannetti | Rustam Yambulatov         | Jörg Damme                           |
| 1984    | Luciano Giovannetti | Francisco Boza            | Daniel Carlisle                      |
| 1988    | Dmytro Monakow      | Miloslav Bednařík         | Frans Peeters                        |
| 1992    | Petr Hrdlička       | Kazumi Watanabe           | Marco Venturini                      |
| 1996    | Michael Diamond     | Josh Lakatos              | Lance Bade                           |
| 2000    | Michael Diamond     | Ian Peel                  | Giovanni Pellielo                    |
| 2004    | Alexei Alipow       | Giovanni Pellielo         | Adam Vella                           |
| 2008    | David Kostelecký    | Giovanni Pellielo         | Alexei Alipow                        |
| 2012    | Giovanni Cernogoraz | Massimo Fabbrizi          | Fehaid al-Deehani                    |
| 2016    | Josip Glasnović     | Giovanni Pellielo         | Edward Ling                          |
| 2020    | Jiří Lipták         | David Kostelecký          | Matthew Coward-Holley                |
| 2024    | Nathan Hales        | Qi Ying                   | Jean Pierre Brol                     |

Von 1968 bis 1992 stand diese Disziplin Männern und Frauen offen. Es konnte jedoch keine Frau eine Medaille gewinnen.

## Nicht mehr ausgetragene Wettbewerbe

### Armeegewehr 200 Meter
| Olympia | Gold                | Silber                 | Bronze             |
| ------- | ------------------- | ---------------------- | ------------------ |
| 1896    | Pantelis Karasevdas | Pavlos Pavlidis        | Nikolaos Trikoupis |
| [6]1906 | Léon Moreaux        | Louis-Marcel Richardet | Jean Reich         |

### Armeegewehr stehend 300 Meter
| Olympia | Gold               | Silber             | Bronze                    |
| ------- | ------------------ | ------------------ | ------------------------- |
| 1900    | Lars Jørgen Madsen | Ole Østmo          | Charles Paumier du Verger |
| 1920    | Carl Osburn        | Lars Jørgen Madsen | Lawrence Nuesslein        |

### Armeegewehr kniend 300 Meter
| Olympia | Gold           | Silber                                 | Bronze |
| ------- | -------------- | -------------------------------------- | ------ |
| 1900    | Konrad Stäheli | Emil Kellenberger Anders Peter Nielsen | -      |

### Armeegewehr liegend 300 Meter
| Olympia | Gold            | Silber               | Bronze       |
| ------- | --------------- | -------------------- | ------------ |
| 1900    | Achille Paroche | Anders Peter Nielsen | Ole Østmo    |
| 1920    | Otto Olsen      | Léon Johnson         | Fritz Kuchen |

### Armeegewehr liegend 300 Meter, Mannschaft
| Olympia | Gold                                                                                 | Silber                                                                             | Bronze                                                                                 |
| ------- | ------------------------------------------------------------------------------------ | ---------------------------------------------------------------------------------- | -------------------------------------------------------------------------------------- |
| 1920    | Vereinigte Staaten Morris Fisher Joseph Jackson Willis Lee Carl Osburn Lloyd Spooner | Frankreich Léon Johnson Achille Paroche André Parmentier Georges Roes Émile Rumeau | Finnland Voitto Kolho Kaarlo Lappalainen Veli Nieminen Vilho Vauhkonen Magnus Wegelius |

### Armeegewehr Dreistellungskampf 300 Meter
| Olympia | Gold              | Silber               | Bronze                      |
| ------- | ----------------- | -------------------- | --------------------------- |
| 1900    | Emil Kellenberger | Anders Peter Nielsen | Ole Østmo Paul van Asbroeck |
| 1912    | Sándor Prokopp    | Carl Osburn          | Engebret Skogen             |

### Armeegewehr 4 Distanzen, Mannschaft
| Olympia | Gold                                                                                                  | Silber                                                                                              | Bronze                                                                                                   |
| ------- | --- | --------------------------------------------------------------------------------------------------- | --- |
| 1912    | Vereinigte Staaten Cornelius Burdette Allan Briggs Harry Adams John Jackson Carl Osburn Warren Sprout | Großbritannien Harcourt Ommundsen Henry Burr Edward Skilton James Reid Edward Parnell Arthur Fulton | Schweden Mauritz Eriksson Werner Jernström Carl Björkman Bernhard Larsson Tönnes Björkman Hugo Johansson |

Geschossen wurde über 200, 400, 500 und 600 Meter.

### Armeegewehr 6 Distanzen, Mannschaft
| Olympia | Gold | Silber | Bronze                                                                                         |
| ------- | --- | --- | ---------------------------------------------------------------------------------------------- |
| 1908    | Vereinigte Staaten William Leushner William Martin Charles Winder Kellogg Casey Ivan Eastman Charles Benedict | Großbritannien Harcourt Ommundsen Fleetwood Varley Arthur Fulton Philip Richardson Walter Padgett John Martin | Kanada William Smith Charles Crowe Bertram Williams Dugald McInnes William Eastcott Harry Kerr |

Geschossen wurde über 200, 500, 600, 800, 900 und 1000 Yards (182,88 m, 457,20 m, 548,64 m, 731,22 m, 822,96 m und 914,40 m).

### Armeegewehr stehend 300 Meter, Mannschaft
| Olympia | Gold                                                                                             | Silber                                                                                  | Bronze                                                                                  |
| ------- | ------------------------------------------------------------------------------------------------ | --------------------------------------------------------------------------------------- | --------------------------------------------------------------------------------------- |
| 1920    | Dänemark Niels Larsen Lars Jørgen Madsen Anders Peter Nielsen Anders Petersen Erik Sætter-Lassen | Vereinigte Staaten Thomas Brown Willis Lee Lawrence Nuesslein Carl Osburn Lloyd Spooner | Schweden Olle Ericsson Mauritz Eriksson Walfrid Hellman Hugo Johansson Leonard Lagerlöf |

### Armeegewehr 300 Meter, beliebige Position
| Olympia | Gold                   | Silber             | Bronze          |
| ------- | ---------------------- | ------------------ | --------------- |
| 1896    | Georgios Orfanidis     | Ioannis Frangoudis | Viggo Jensen    |
| [4]1906 | Louis-Marcel Richardet | Jean Reich         | Raoul de Boigne |

### Armeegewehr 600 Meter, beliebige Position
| Olympia | Gold       | Silber      | Bronze       |
| ------- | ---------- | ----------- | ------------ |
| 1912    | Paul Colas | Carl Osburn | John Jackson |

### Armeegewehr liegend 600 Meter
| Olympia | Gold           | Silber           | Bronze        |
| ------- | -------------- | ---------------- | ------------- |
| 1920    | Hugo Johansson | Mauritz Eriksson | Lloyd Spooner |

### Armeegewehr liegend 600 Meter, Mannschaft
| Olympia | Gold                                                                                     | Silber                                                                                            | Bronze                                                                                    |
| ------- | ---------------------------------------------------------------------------------------- | ------------------------------------------------------------------------------------------------- | ----------------------------------------------------------------------------------------- |
| 1920    | Vereinigte Staaten Dennis Fenton Joseph Jackson Willis Lee Oliver Schriver Lloyd Spooner | Südafrikanische Union Robert Bodley Ferdinand Buchanan George Harvey Frederick Morgan David Smith | Schweden Erik Blomqvist Mauritz Eriksson Hugo Johansson Gustaf Adolf Jonsson Erik Ohlsson |

### Armeegewehr liegend 300 und 600 Meter, Mannschaft
| Olympia | Gold                                                                                   | Silber                                                                       | Bronze                                                                    |
| ------- | -------------------------------------------------------------------------------------- | ---------------------------------------------------------------------------- | ------------------------------------------------------------------------- |
| 1920    | Vereinigte Staaten Joseph Jackson Willis Lee Carl Osburn Oliver Schriver Lloyd Spooner | Norwegen Albert Helgerud Otto Olsen Jacob Onsrud Olaf Sletten Østen Østensen | Schweiz Werner Schneeberger Joseph Jehle Weibel Fritz Kuchen Eugene Addor |

### Armeerevolver 25 Meter
| Olympia | Gold                   | Silber                 | Bronze            |
| ------- | ---------------------- | ---------------------- | ----------------- |
| [3]1896 | John Paine             | Sumner Paine           | Nikolaos Morakis  |
| [4]1906 | Louis-Marcel Richardet | Alexandros Theofilakis | Georgios Skotadis |
| [5]1906 | Georges Fouconnier     | Raoul de Boigne        | Hermann Martin    |

### Armeerevolver 30 Meter
| Olympia | Gold               | Silber          | Bronze       |
| ------- | ------------------ | --------------- | ------------ |
| 1920    | Guilherme Parãense | Raymond Bracken | Fritz Zulauf |

### Armeerevolver 30 Meter, Mannschaft
| Olympia | Gold                                                                                 | Silber | Bronze                                                                           |
| ------- | ------------------------------------------------------------------------------------ | --- | -------------------------------------------------------------------------------- |
| 1912    | Schweden Eric Carlberg Vilhelm Carlberg Johan Hübner von Holst Paul Palén            | Russland Amos Kasch Mykola Melnyzkyj Heorhij Pantelejmonow Pawel Woiloschnikow                                      | Großbritannien Hugh Durant Albert Kempster Horatio Poulter Charles Stewart       |
| 1920    | Vereinigte Staaten Karl Frederick Louis Harant Michael Kelly Alfred Lane James Snook | Griechenland Georgios Moraitinis Alexandros Theofilakis Ioannis Theofilakis Alexandros Vrasivanopoulos Iason Sappas | Schweiz Gustave Amoudruz Hans Egli Domenico Giambonini Joseph Jehle Fritz Zulauf |

### Duellpistole 20 Meter
| Olympia | Gold         | Silber            | Bronze        |
| ------- | ------------ | ----------------- | ------------- |
| [4]1906 | Léon Moreaux | Cesare Liverziani | Maurice Lecoq |

### Duellpistole 25 Meter
| Olympia | Gold                   | Silber                 | Bronze           |
| ------- | ---------------------- | ---------------------- | ---------------- |
| [4]1906 | Konstantinos Skarlatos | Johan Hübner von Holst | Vilhelm Carlberg |

### Freie Pistole 50 Meter
| Olympia | Gold                 | Silber               | Bronze                          |
| ------- | -------------------- | -------------------- | ------------------------------- |
| [2]1896 | Sumner Paine         | Holger Louis Nielsen | Ioannis Frangoudis              |
| 1900    | Karl Conrad Röderer  | Achille Paroche      | Konrad Stäheli                  |
| [4]1906 | Georgios Orfanidis   | Georges Fouconnier   | Aristidis Rangavis              |
| [3]1908 | Paul van Asbroeck    | Réginald Storms      | James Gorman                    |
| 1912    | Alfred Lane          | Peter Dolfen         | Charles Stewart                 |
| 1920    | Karl Frederick       | Afrânio da Costa     | Alfred Lane                     |
| 1936    | Torsten Ullman       | Erich Krempel        | Charles Juchault des Jamonières |
| 1948    | Edwin Vásquez        | Rudolf Schnyder      | Torsten Ullman                  |
| 1952    | Huelet Benner        | Ángel León           | Ambrus Balogh                   |
| 1956    | Pentti Linnosvuo     | Machmud Omarow       | Offutt Pinion                   |
| 1960    | Alexei Guschtschin   | Machmud Omarow       | Yoshihisa Yoshikawa             |
| 1964    | Väinö Markkanen      | Franklin Green       | Yoshihisa Yoshikawa             |
| 1968    | Grigori Kossych      | Heinz Mertel         | Harald Vollmar                  |
| 1972    | Ragnar Skanåker      | Dan Iuga             | Rudolf Dollinger                |
| 1976    | Uwe Potteck          | Harald Vollmar       | Rudolf Dollinger                |
| 1980    | Alexander Melentjew  | Harald Vollmar       | Ljubtscho Djakow                |
| 1984    | Xu Haifeng           | Ragnar Skanåker      | Wang Yifu                       |
| 1988    | Sorin Babii          | Ragnar Skanåker      | Ihar Bassinski                  |
| 1992    | Kanstanzin Lukaschyk | Wang Yifu            | Ragnar Skanåker                 |
| 1996    | Boris Kokorew        | Ihar Bassinski       | Roberto Di Donna                |
| 2000    | Tanju Kirjakow       | Ihar Bassinski       | Martin Tenk                     |
| 2004    | Michail Nestrujew    | Jin Jong-oh          | Kim Jong-su                     |
| 2008    | Jin Jong-oh          | Tan Zongliang        | Wladimir Issakow                |
| 2012    | Jin Jong-oh          | Choi Young-rae       | Wang Zhiwei                     |
| 2016    | Jin Jong-oh          | Hoàng Xuân Vinh      | Kim Song-guk                    |

Von 1968 bis 1980 stand diese Disziplin Männern und Frauen offen. Es konnte jedoch keine Frau eine Medaille gewinnen.

### Freie Pistole 50 Meter, Mannschaft
| Olympia | Gold                                                                                          | Silber                                                                                               | Bronze                                                                                        |
| ------- | --------------------------------------------------------------------------------------------- | --- | --------------------------------------------------------------------------------------------- |
| 1900    | Schweiz Karl Conrad Röderer Konrad Stäheli Louis-Marcel Richardet Friedrich Lüthi Paul Probst | Frankreich Achille Paroche Louis Dutfoy Léon Moreaux Jules Trinité Maurice Lecoq                     | Niederlande Dirk Boest Gips Henrik Sillem Antonius Bouwens Solko van den Bergh Anthony Sweijs |
| [1]1908 | Vereinigte Staaten James Gorman Irving Calkins John Dietz Charles Axtell                      | Belgien Paul van Asbroeck Réginald Storms Charles Paumier du Verger René Englebert                   | Großbritannien Jesse Wallingford Geoffrey Coles Henry Lynch-Staunton William Ellicott         |
| 1912    | Vereinigte Staaten Alfred Lane Henry Sears Peter Dolfen John Dietz                            | Schweden Georg de Laval Eric Carlberg Vilhelm Carlberg Erik Boström                                  | Großbritannien Horatio Poulter Hugh Durant Albert Kempster Charles Stewart                    |
| 1920    | Vereinigte Staaten Raymond Bracken Karl Frederick Michael Kelly Alfred Lane James Snook       | Schweden Anders Andersson Gunnar Gabrielsson Sigvard Hultcrantz Anders Johnsson Casimir Reuterskiöld | Brasilien Dario Barbosa Afrânio da Costa Guilherme Parãense Fernando Soledade Sebastião Wolf  |

### Freies Gewehr 300 Meter, beliebige Position
| Olympia | Gold                        | Silber         | Bronze       |
| ------- | --------------------------- | -------------- | ------------ |
| [4]1906 | Marcel Meyer de Stadelhofen | Konrad Stäheli | Léon Moreaux |

### Freies Gewehr Dreistellungskampf 300 Meter
| Olympia | Gold             | Silber                | Bronze            |
| ------- | ---------------- | --------------------- | ----------------- |
| 1908    | Albert Helgerud  | Harry Simon           | Ole Sæther        |
| 1912    | Paul Colas       | Lars Jørgen Madsen    | Niels Larsen      |
| 1920    | Morris Fisher    | Niels Larsen          | Østen Østensen    |
| 1948    | Emil Grünig      | Pauli Janhonen        | Willy Røgeberg    |
| 1952    | Anatoli Bogdanow | Robert Bürchler       | Lew Wainschtein   |
| 1956    | Wassili Borissow | Allan Erdman          | Vilho Ylönen      |
| 1960    | Hubert Hammerer  | Hans Rudolf Spillmann | Wassili Borissow  |
| 1964    | Gary Anderson    | Schota Kweliaschwili  | Martin Gunnarsson |
| 1968    | Gary Anderson    | Walentin Kornew       | Kurt Müller       |
| 1972    | Lones Wigger     | Borys Melnyk          | Lajos Papp        |

Zwischen 1968 und 1972 stand diese Disziplin Männern und Frauen offen. Es konnte jedoch keine Frau eine Medaille gewinnen.

### Freies Gewehr Dreistellungskampf 300 Meter, Mannschaft
| Olympia | Gold | Silber | Bronze                                                                                              |
| ------- | --- | --- | --------------------------------------------------------------------------------------------------- |
| 1900    | Schweiz Emil Kellenberger Franz Böckli Konrad Stäheli Louis-Marcel Richardet Alfred Grütter                 | Norwegen Ole Østmo Helmer Hermandsen Tom Seeberg Ole Sæther Olaf Frydenlund                                        | Frankreich Achille Paroche Auguste Cavadini Léon Moreaux Maurice Lecoq René Thomas                  |
| [4]1906 | Schweiz Konrad Stäheli Louis-Marcel Richardet Alfred Grütter Jean Reich Marcel Meyer de Stadelhofen         | Norwegen Ole Holm Albert Helgerud John Møller Gudbrand Skatteboe Julius Braathe                                    | Frankreich Léon Moreaux Raoul de Boigne Georges Fouconnier Maurice Fauré Maurice Lecoq              |
| 1908    | Norwegen Albert Helgerud Ole Sæther Gudbrand Skatteboe Olaf Sæter Julius Braathe Einar Liberg               | Schweden Gustaf Adolf Jonsson Per-Olof Arvidsson Axel Jansson Gustav-Adolf Sjöberg Claës Rundberg Janne Gustafsson | Frankreich Léon Johnson Eugène Balme André Parmentier Albert Courquin Maurice Lecoq Raoul de Boigne |
| 1912    | Schweden Mauritz Eriksson Hugo Johansson Erik Blomqvist Carl Björkman Bernhard Larsson Gustaf Adolf Jonsson | Norwegen Gudbrand Skatteboe Ole Sæther Østen Østensen Albert Helgerud Olaf Sæter Einar Liberg                      | Dänemark Ole Olsen Lars Jørgen Madsen Niels Larsen Niels Andersen Laurits Larsen Jens Hajslund      |
| 1920    | Vereinigte Staaten Dennis Fenton Morris Fisher Willis Lee Carl Osburn Lloyd Spooner                         | Norwegen Albert Helgerud Otto Olsen Gudbrand Skatteboe Olaf Sletten Østen Østensen                                 | Schweiz Gustave Amoudruz Ulrich Fahrner Fritz Kuchen Werner Schneeberger Bernhard Siegenthaler      |

### Freies Gewehr 400, 600 und 800 Meter
| Olympia | Gold          | Silber      | Bronze       |
| ------- | ------------- | ----------- | ------------ |
| 1924    | Morris Fisher | Carl Osburn | Niels Larsen |

### Freies Gewehr 400, 600 und 800 Meter, Mannschaft
| Olympia | Gold                                                                                        | Silber                                                                       | Bronze                                                                              |
| ------- | ------------------------------------------------------------------------------------------- | ---------------------------------------------------------------------------- | ----------------------------------------------------------------------------------- |
| 1924    | Vereinigte Staaten Morris Fisher Walter Stokes Joseph Crockett Raymond Coulter Sidney Hinds | Frankreich Émile Rumeau Paul Colas Albert Courquin Pierre Hardy Georges Roes | Haiti Astrel Rolland Ludovic Valborge Eloi Metullus Destin Destine Ludovic Augustin |

### Freies Gewehr 1000 Yards (914,40 Meter)
| Olympia | Gold           | Silber        | Bronze        |
| ------- | -------------- | ------------- | ------------- |
| 1908    | Joshua Millner | Kellogg Casey | Maurice Blood |

### Kleinkalibergewehr 50 Yards (45,72 Meter) und 100 Yards (91,44 Meter), festes Ziel
| Olympia | Gold           | Silber       | Bronze        |
| ------- | -------------- | ------------ | ------------- |
| 1908    | Arthur Carnell | Harold Humby | George Barnes |

### Kleinkalibergewehr 25 Yards (22,86 Meter), bewegliches Ziel
| Olympia | Gold         | Silber           | Bronze          |
| ------- | ------------ | ---------------- | --------------- |
| 1908    | John Fleming | Maurice Matthews | William Marsden |

### Kleinkalibergewehr 25 Meter, verschwindendes Ziel
| Olympia | Gold             | Silber                 | Bronze          |
| ------- | ---------------- | ---------------------- | --------------- |
| [2]1908 | William Styles   | Harold Hawkins         | Edward Amoore   |
| 1912    | Vilhelm Carlberg | Johan Hübner von Holst | Gideon Ericsson |

### Kleinkalibergewehr 25 Meter, verschwindendes Ziel, Mannschaft
| Olympia | Gold                                                                         | Silber                                                               | Bronze                                                                             |
| ------- | ---------------------------------------------------------------------------- | -------------------------------------------------------------------- | ---------------------------------------------------------------------------------- |
| 1912    | Schweden Johan Hübner von Holst Eric Carlberg Vilhelm Carlberg Gustaf Boivie | Großbritannien William Pimm Joseph Pepé William Milne William Styles | Vereinigte Staaten Frederick Hird Warren Sprout William McDonnell William Leushner |

### Kleinkalibergewehr liegend 50 Meter
| Olympia | Gold                     | Silber             | Bronze                       |
| ------- | ------------------------ | ------------------ | ---------------------------- |
| [1]1912 | Frederick Hird           | William Milne      | Harry Burt                   |
| 1924    | Pierre Coquelin de Lisle | Marcus Dinwiddie   | Josias Hartmann              |
| 1932    | Bertil Rönnmark          | Gustavo Huet       | Zoltán Soós-Ruszka Hradetzky |
| 1936    | Willy Røgeberg           | Ralph Berzsenyi    | Władysław Karaś              |
| 1948    | Arthur Cook              | Walter Tomsen      | Jonas Jonsson                |
| 1952    | Iosif Sîrbu              | Boris Andrejew     | Arthur Jackson               |
| 1956    | Gerald Ouellette         | Wassili Borissow   | Gilmour Boa                  |
| 1960    | Peter Kohnke             | James Hill         | Enrico Forcella              |
| 1964    | László Hammerl           | Lones Wigger       | Tommy Pool                   |
| 1968    | Jan Kůrka                | László Hammerl     | Ian Ballinger                |
| 1972    | Ri Ho-jun                | Victor Auer        | Nicolae Rotaru               |
| 1976    | Karlheinz Smieszek       | Ulrich Lind        | Gennadi Luschtschikow        |
| 1980    | Károly Varga             | Hellfried Heilfort | Petar Saprjanow              |
| 1984    | Edward Etzel             | Michel Bury        | Michael Sullivan             |
| 1988    | Miroslav Varga           | Cha Young-chul     | Attila Záhonyi               |
| 1992    | Lee Eun-chul             | Harald Stenvaag    | Stevan Pletikosić            |
| 1996    | Christian Klees          | Sergei Beljajew    | Jozef Gönci                  |
| 2000    | Jonas Edman              | Torben Grimmel     | Sjarhej Martynau             |
| 2004    | Matthew Emmons           | Christian Lusch    | Sjarhej Martynau             |
| 2008    | Artur Ajwasjan           | Matthew Emmons     | Warren Potent                |
| 2012    | Sjarhej Martynau         | Lionel Cox         | Rajmond Debevec              |
| 2016    | Henri Junghänel          | Kim Jong-hyun      | Kirill Grigorjan             |

Von 1968 bis 1980 stand diese Disziplin Männern und Frauen offen. Es konnte jedoch keine Frau eine Medaille gewinnen.

### Kleinkalibergewehr liegend 50 Meter, Mannschaft
| Olympia | Gold                                                                    | Silber                                                                               | Bronze                                                                       |
| ------- | ----------------------------------------------------------------------- | ------------------------------------------------------------------------------------ | ---------------------------------------------------------------------------- |
| 1908    | Großbritannien Maurice Matthews Harold Humby William Pimm Edward Amoore | Schweden Vilhelm Carlberg Frans-Albert Schartau Johan Hübner von Holst Eric Carlberg | Frankreich Paul Colas André Regaud Léon Lécuyer Henri Bonnéfoy               |
| 1912    | Großbritannien William Pimm Edward Lessimore Joseph Pepé Robert Murray  | Schweden Arthur Nordenswan Eric Carlberg Ruben Örtegren Vilhelm Carlberg             | Vereinigte Staaten Frederick Hird Warren Sprout Carl Osburn William Leushner |

### Kleinkalibergewehr stehend 50 Meter
| Olympia | Gold               | Silber          | Bronze        |
| ------- | ------------------ | --------------- | ------------- |
| 1920    | Lawrence Nuesslein | Arthur Rothrock | Dennis Fenton |

### Kleinkalibergewehr stehend 50 Meter, Mannschaft
| Olympia | Gold                                                                                           | Silber                                                                                | Bronze                                                                            |
| ------- | ---------------------------------------------------------------------------------------------- | ------------------------------------------------------------------------------------- | --------------------------------------------------------------------------------- |
| 1920    | Vereinigte Staaten Dennis Fenton Willis Lee Lawrence Nuesslein Arthur Rothrock Oliver Schriver | Schweden Oscar Eriksson Sigvard Hultcrantz Leonard Lagerlöf Erik Ohlsson Ragnar Stare | Norwegen Albert Helgerud Sigvart Johansen Anton Olsen Olaf Sletten Østen Østensen |

### Laufender Hirsch 100 Meter Einzelschuss
| Olympia | Gold         | Silber                | Bronze           |
| ------- | ------------ | --------------------- | ---------------- |
| 1908    | Oscar Swahn  | Thomas Ranken         | Alexander Rogers |
| 1912    | Alfred Swahn | Åke Lundeberg         | Nestori Toivonen |
| 1920    | Otto Olsen   | Alfred Swahn          | Harald Natvig    |
| 1924    | John Boles   | Cyril Mackworth-Praed | Otto Olsen       |

### Laufender Hirsch 100 Meter Einzelschuss, Mannschaft
| Olympia | Gold                                                                         | Silber                                                                                  | Bronze                                                                                  |
| ------- | ---------------------------------------------------------------------------- | --------------------------------------------------------------------------------------- | --------------------------------------------------------------------------------------- |
| 1908    | Schweden Alfred Swahn Arvid Knöppel Oscar Swahn Ernst Rosell                 | Großbritannien Charles Nix William Lane-Joynt William Ellicott Thomas Ranken            | -                                                                                       |
| 1912    | Schweden Alfred Swahn Oscar Swahn Åke Lundeberg Per-Olof Arvidsson           | Vereinigte Staaten Walter Winans William Leushner William Libbey William McDonnell      | Finnland Axel Fredrik Londen Nestori Toivonen Ernst Rosenqvist Iivar Väänänen           |
| 1920    | Norwegen Einar Liberg Ole Lilloe-Olsen Harald Natvig Hans Nordvik Otto Olsen | Finnland Yrjö Kolho Kaarlo Lappalainen Robert Tikkanen Nestori Toivonen Magnus Wegelius | Vereinigte Staaten Thomas Brown Willis Lee Lawrence Nuesslein Carl Osburn Lloyd Spooner |
| 1924    | Norwegen Einar Liberg Ole Lilloe-Olsen Harald Natvig Otto Olsen              | Schweden Otto Hultberg Mauritz Johansson Fredric Landelius Alfred Swahn                 | Vereinigte Staaten John Boles Raymond Coulter Dennis Fenton Walter Stokes               |

### Laufender Hirsch 100 Meter Doppelschuss
| Olympia | Gold             | Silber                | Bronze       |
| ------- | ---------------- | --------------------- | ------------ |
| 1908    | Walter Winans    | Thomas Ranken         | Oscar Swahn  |
| 1912    | Åke Lundeberg    | Edward Benedicks      | Oscar Swahn  |
| 1920    | Ole Lilloe-Olsen | Fredric Landelius     | Einar Liberg |
| 1924    | Ole Lilloe-Olsen | Cyril Mackworth-Praed | Alfred Swahn |

### Laufender Hirsch 100 Meter Doppelschuss, Mannschaft
| Olympia | Gold                                                                                 | Silber                                                                                 | Bronze                                                                               |
| ------- | ------------------------------------------------------------------------------------ | -------------------------------------------------------------------------------------- | ------------------------------------------------------------------------------------ |
| 1920    | Norwegen Einar Liberg Ole Lilloe-Olsen Thorstein Johansen Harald Natvig Hans Nordvik | Schweden Edward Benedicks Bengt Lagercrantz Fredric Landelius Alfred Swahn Oscar Swahn | Finnland Yrjö Kolho Robert Tikkanen Nestori Toivonen Vilho Vauhkonen Magnus Wegelius |
| 1924    | Großbritannien Cyril Mackworth-Praed Philip Neame Herbert Perry Allen Whitty         | Norwegen Einar Liberg Ole Lilloe-Olsen Harald Natvig Otto Olsen                        | Schweden Axel Ekblom Mauritz Johansson Fredric Landelius Alfred Swahn                |

### Laufender Hirsch 100 Meter Einzel- und Doppelschuss
| Olympia | Gold              | Silber         | Bronze             |
| ------- | ----------------- | -------------- | ------------------ |
| 1952    | John Larsen       | Olof Sköldberg | Tauno Mäki         |
| 1956    | Witalij Romanenko | Olof Sköldberg | Wladimir Sewrjugin |

### Laufende Scheibe, 10 Meter
| Olympia | Gold             | Silber            | Bronze         |
| ------- | ---------------- | ----------------- | -------------- |
| 1992    | Michael Jakosits | Anatoli Asrabajew | Luboš Račanský |
| 1996    | Yang Ling        | Xiao Jun          | Miroslav Januš |
| 2000    | Yang Ling        | Oleg Moldovan     | Niu Zhiyuan    |
| 2004    | Manfred Kurzer   | Alexander Blinow  | Dmitri Lykin   |

### Laufende Scheibe, 50 Meter
| Olympia | Gold              | Silber               | Bronze             |
| ------- | ----------------- | -------------------- | ------------------ |
| 1972    | Jakiw Schelesnjak | Helmut Bellingrodt   | John Kynoch        |
| 1976    | Aljaksandr Hasau  | Aljaksandr Kedsjarau | Jerzy Greszkiewicz |
| 1980    | Igor Sokolow      | Thomas Pfeffer       | Aljaksandr Hasau   |
| 1984    | Li Yuwei          | Helmut Bellingrodt   | Huang Shiping      |
| 1988    | Tor Heiestad      | Huang Shiping        | Hennadij Awramenko |

Zwischen 1972 und 1980 stand diese Disziplin Männern und Frauen offen. Es konnte jedoch keine Frau eine Medaille gewinnen.

### Doppeltrap
| Olympia | Gold              | Silber                     | Bronze            |
| ------- | ----------------- | -------------------------- | ----------------- |
| [4]1906 | Sidney Merlin     | Anastasios Metaxas         | Gerald Merlin     |
| 1996    | Russell Mark      | Albano Pera                | Zhang Bing        |
| 2000    | Richard Faulds    | Russell Mark               | Fehaid al-Deehani |
| 2004    | Ahmed Al Maktum   | Rajyavardhan Singh Rathore | Wang Zheng        |
| 2008    | Walton Eller      | Francesco D’Aniello        | Hu Binyuan        |
| 2012    | Peter Wilson      | Håkan Dahlby               | Wassili Mossin    |
| 2016    | Fehaid al-Deehani | Marco Innocenti            | Steven Scott      |

### Trap, Mannschaft
| Olympia | Gold | Silber                                                                                                   | Bronze |
| ------- | --- | --- | --- |
| 1908    | Großbritannien Alexander Maunder James Pike Charles Palmer John Postans Frank Moore Peter Easte          | Kanada Walter Ewing George Beattie Arthur Westover Mylie Fletcher George Vivian David McMackon           | Großbritannien George Whitaker George Skinner John Butt William Morris Henry Creasey Robert Hutton                                                |
| 1912    | Vereinigte Staaten Charles Billings Ralph Spotts John Hendrickson James Graham Edward Gleason Frank Hall | Großbritannien Harold Humby William Grosvenor Alexander Maunder George Whitaker Charles Palmer John Butt | Deutsches Reich Franz von Zedlitz und Leipe Horst Goeldel-Bronikowen Erich Graf von Bernstorff Erland Koch Albert Preuß Alfred Goeldel-Bronikowen |
| 1920    | Vereinigte Staaten Mark Arie Horace Bonser Forest McNeir Jay Clark Frank Troeh Frank Wright              | Belgien Albert Bosquet Joseph Cogels Émile Dupont Edouard Fesinger Henri Quersin Louis Van Tilt          | Schweden Per Kinde Fredric Landelius Erik Lundqvist Erik Sökjer-Petersén Karl Richter Alfred Swahn                                                |
| 1924    | Vereinigte Staaten Frank Hughes Fred Etchen John Noel Clarence Platt Samuel Sharman William Silkworth    | Kanada George Beattie James Montgomery Samuel Vance John Black William Barnes Samuel Newton              | Finnland Werner Ekman Konrad Huber Robert Huber Robert Tikkanen Georg Nordblad Magnus Wegelius                                                    |